# 쿠이충

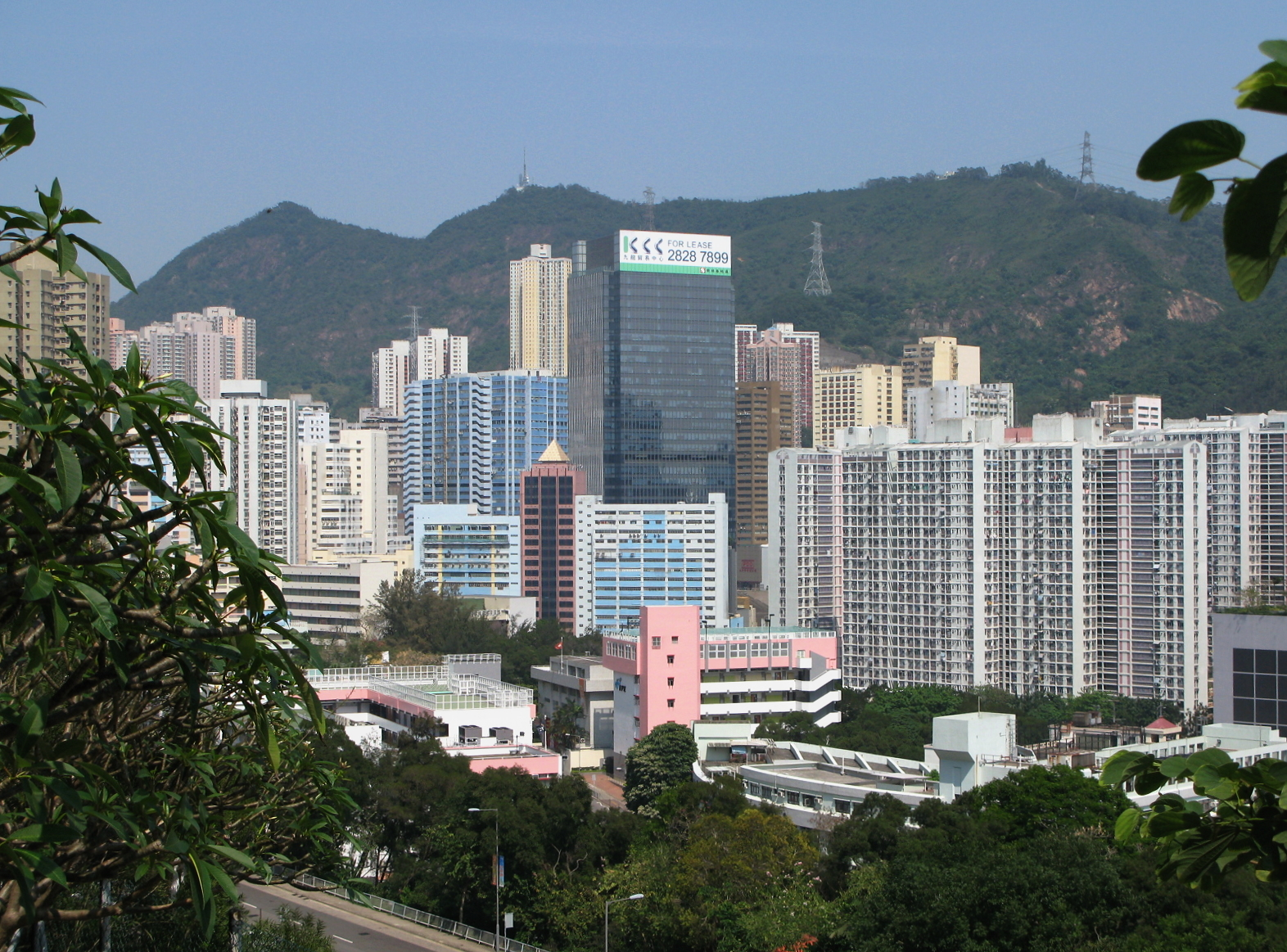

쿠이충(중국어 정체자: 葵涌, 병음: Kuíchōng, 영어: Kwai Chung)은 홍콩 콰이칭구의 지역이다.

## 같이 보기
- 홍콩의 지역 목록